# Spółka Pionierów z Saguenay

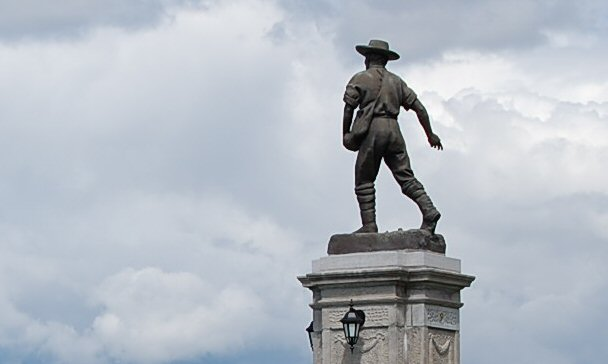
Pomnik dwadzieściorga jeden w Saguenay

Spółka Dwadzieściorga Jeden (fr. Société des Vingt et un) lub Spółka Pionierów z Saguenay (fr. Société des Pinières du Saguenay) – grupa inwestorów i pionierów z La Malbaie w Charlevoix w Dolnej Kanadzie.
W 1838 założyli oni osadę Grande-Baie (dziś część dzielnicy La Baie w mieście Saguenay) nad rzeką Saguenay w celu pozyskiwania i sprzedaży drewna sosny wejmutki. Rozpoczęli oni tym samym kolonizację dzisiejszego regionu Saguenay-Lac-Saint-Jean. Spółka została zakupiona przez Williama Price'a w roku 1842.
Członkami spółki byli: Alexis Tremblay, Louis Tremblay, Joseph Tremblay, Joseph Lapointe, Benjamin Gaudrault, Joseph Harvey, Pierre Boudrault, Michel Gagné, Basile Villeneuve, David Blackburn, Louis Boulianne, Ignace Murray, François Maltais, Ignace Couturier, Louis Desgagné, Louis Villeneuve, Alexis Simard, Thomas Simard, Georges Tremblay, Jean Harvey, Jérôme Tremblay.